# Promenade des Anglais
Promenade des Anglais (på dansk: Den engelske Promenade) er en kendt strandpromenade, der ligger langs Middelhavet i Nice, Frankrig.
På Promenade des Anglais ligger bl.a. det berømte og dyre Hotel Negresco.
Hvis man spadserer langs Promenade des Anglias, og gerne vil op på Le Château, Nice, kan man tage elevatoren.